# Uskhal Khan
Ô Tư Cáp Lặc hãn tên trước khi lên ngôi là Thoát Cổ Tư Thiết Mộc Nhi (脫古思鐵木兒/Tögüs Temür), là vị Hoàng đế thứ ba của triều đại Bắc Nguyên ở Mông Cổ, và là vị Khả hãn cuối cùng có đầy đủ quyền lực cho tới thời kì của Đạt Diên hãn vào cuối thế kỉ XV.

## Cai trị và sự suy yếu của Bắc Nguyên
Uskhal Khan là em trai của Nguyên Chiêu Tông, và là con trai thứ hai của Nguyên Huệ Tông, vị Hoàng đế cuối cùng của nhà Nguyên khi còn nắm được quyền cai trị tại Trung Quốc. Sau khi anh trai băng hà năm 1378, Thoát Cổ Tư Thiết Mộc Nhi đăng cơ kế vị với tước hiệu Ô Tư Cáp Lặc hãn. Trong khi nhà Bắc Nguyên đang tổ chức tang lễ cho Tiên đế Chiêu Tông, nhà Minh đã gửi sứ giả đến điếu tang và trao trả tù binh Maidarbal, người đã bị bắt làm tù binh trong trận đánh ở Ứng Xương năm 1378.
Tuy nhiên, chiến sự giằng co giữa Bắc Nguyên và nhà Minh vẫn diễn ra nhiều năm sau đó. Uskhal Khan đã điều động quân đến đóng tại khu vực gần Ứng Xương và Karakorum, cùng hợp tác với thủ lĩnh Nạp Cáp Xuất của bộ tộc Thát Đát Mông Cổ và mở những chiến dịch quân sự đẩy lùi quân Minh về phía nam. Đáp lại, quân Minh đã thực hiện đợt tiến công lớn vào Bắc Nguyên năm 1380 và cướp phá kinh đô Karakorum. Tháng 6 năm 1380, quân Minh lại tiến quân đánh các đạo quân đồn trú của quân Nguyên ở miền Bắc Trung Quốc nhưng không thành công. Hai viên tướng Nguyên, Öljei-Buqa và Nair-Buqa thậm chính đã đánh bại và giết chết tướng Lưu Quang của nhà Minh. Sang năm sau, nhà Minh lại huy động một đội quân lớn để tấn công Bắc Nguyên.
Hoàng đế Hồng Vũ nhà Minh quyết chí sẽ tiêu diệt lực lượng quân Mãn Châu, đồng minh của Bắc Nguyên, vào năm 1387 bằng một chiến dịch quân sự lớn và hai bên đều chịu những tổn thất nặng nề trong trận đánh tại Trường Xuân. Cùng năm, do phải hứng chịu một nạn đói khủng khiếp, thủ lĩnh Mãn Châu Nạp Cáp Xuất đã quyết định đầu hàng nhà Minh, đưa Bắc Nguyên vào tình thế bất lợi. Sau khi tiêu diệt Mãn Châu, quân Minh chuyển hướng sang tấn công triều đình của Uskhal Khan đang đóng tại Ứng Xương. Uskhal Khan đã thất bại khi bị quân Minh tập kích tại trong trận chiến tại hồ Bối Nhĩ vào năm 1388 và phải bỏ chạy về Karakorum. Trên đường trốn chạy về phía tây để tìm viện binh, Uskhal Khan lại bị Trác Lý Khắc Đồ (Yesüder), một hậu duệ của A Lý Bất Ca (Ariq Böke) và là một đồng minh của người Oirat tấn công và giết chết cùng con trai của mình. Ngôi Khả hãn Mông Cổ sau đó đã được thừa kế bởi Trác Lý Khắc Đồ. Sự kiện này đã đánh dấu sự suy yếu của quyền lực dòng dõi nhà Nguyên và đánh dấu sự trỗi dậy của người Oirat trên thảo nguyên Mông Cổ.

## Niên hiệu
- Tuyên Quang (宣光) 1378–1379
- Thiên Nguyên (天元) 1379–1388